# Silver Side Up
Silver Side Up – trzeci studyjny album kanadyjskiej formacji Nickelback. Płyta ukazała się na rynku 11 września 2001 roku, nakładem wytwórni Roadrunner. Tym razem do współpracy nad materiałem zespół zaprosił producenta Ricka Parashara, znanego ze współpracy z takimi zespołami jak Pearl Jam czy Temple of the Dog. Z albumu pochodzi największy przebój zespołu „How You Remind Me”, który przyniósł grupie dużą liczbę nagród, oraz ogólnoświatowy rozgłos. Album dotarł do 2 miejsca listy Billboard 200, oraz zajął 1. miejsca na listach w Kanadzie, Irlandii, Nowej Zelandii, oraz Wielkiej Brytanii. Ponadto album w wielu krajach uzyskał statusy złotych, oraz platynowych płyt, m.in. ośmiokrotna platyna w Kanadzie, sześciokrotna w Stanach Zjednoczonych oraz trzykrotna w Wielkiej Brytanii oraz Nowej Zelandii. Album został również umieszczony w roku 2002 na 26 miejscu w zestawieniu brytyjskiego magazynu Q w kategorii „Q magazine Recordings of The Year” Łączna liczba sprzedanych kopii albumu na całym świecie przekroczyła 14,1 mln. W 2010 roku, magazyn Billboard umieścił album na 47. pozycji w zestawieniu „200 najlepszych albumów dekady”.

## Pisanie i nagrywanie
Wiele utworów, które znalazły się na albumie „Silver Side Up”, było napisanych jeszcze podczas sesji nagraniowej do poprzedniej płyty „The State” z 1998 roku, pod okiem producenta Dale Penera. Takie utwory jak „Money Bought”, „Where Do I Hide” czy „Hangnail” były prezentowane już podczas trasy koncertowej promującej poprzednią płytę. Zespół przystąpił do prac nad materiałem późnym latem 2001 roku. Prace nad materiałem trwały w Green House Studio” w Vancouver oraz w Burnaby. Nagrania trwały także w studiu „London Bridge Studio” w Seattle, gdzie nagrywały swoje płyty takie zespoły jak np. Alice in Chains, Soundgarden czy Zakk Wylde. Nagrania trwały do końca czerwca. Na płytę trafiło ostatecznie 10 piosenek, z czego jedna to nowa wersja utworu Just For” z płyty „Curb” z 1996 roku. Tym razem grupa aby się lepiej przygotować, otrzymała od wytwórni większy budżet na nagrania. Początkowo grupa sama zamierzała wyprodukować album, lecz wytwórni ten pomysł się nie spodobał.
Tak w jednym z wywiadów wspomina tę sytuację basista grupy Mike Kroeger: „Po pierwsze, chciałbym ustosunkować się do tego mitu, że wytwórnia nie pozwoliła nam wyprodukować „Silver Side Up”. Im po prostu nasz pomysł się nie podobał. W końcu doszliśmy do takiego etapu, że w ostatniej chwili sami znaleźliśmy producenta. Wysyłaliśmy wcześniej listy do producentów, z którymi chcieliśmy współpracować, ale nie było ich za wielu. W ostatniej chwili zadzwonił do nas Rick Parashar i powiedział, że bardzo chętnie wyprodukuje tę płytę. Dlatego też go zatrudniliśmy.”.
Grupa zaprosiła do nagrań także Randy’ego Stauba, znanego ze współpracy z Metalliką czy U2. Inżynierem dźwięku został Joe Moi, a asystentem Pat Sharman. Próby do nagrań trwały 6 tygodni, zaś samo nagrywanie albumu nieco ponad 5 tygodni. masteringiem płyty zajął się George Marino w „Sterling Sound”. Jednym z pierwszych utworów, powstałych na sesji poprzedzającej wejście do studia był utwór „How You Remind Me”. Tak w jednym z wywiadów Ryan Vikedal wspomina historię nagrania tego utworu: „Chad rozstawał się właśnie z dziewczyną. Nie trzeba dodawać, ile go to kosztowało, więc kiedy dowiedzieliśmy się, że równocześnie pracuje nad nową piosenką, wiedzieliśmy, że będzie to coś mocnego. Pewnego dnia przyszedł na próbę i zagrał niemal gotowy kawałek, który zaaranżowaliśmy w ciągu 20 minut. To jeden z tych utworów, które powstają bardzo szybko i bezboleśnie. Nie rozmawialiśmy właściwie na jego temat, nie naradzaliśmy się, po prostu zagraliśmy go i gotowe... Od razu wiedzieliśmy, że będzie to jeden z najlepszych utworów na tej płycie, ale oczywiście nie śmieliśmy przypuszczać, że zwariuje na jego punkcie cały świat
Po zakończeniu nagrań, zespół miał kłopot z wyborem utworu na pierwszy singel. Basista oraz perkusista byli za wyborem utworu „Never Again”, lecz ostatecznie podjęto decyzję iż jest to za mocny utwór jak na pierwszy singel, dlatego wybór padł na dużo spokojniejszy utwór „How You Remind Me”.

## Brzmienie
Album „Silver Side Up” zawiera w sobie elementy południowego bluesa, przebojowego i melodyjnego heavy metalu w stylu dokonań grupy Metallica z okresu płyt „Load” i „Reload”, można się na nim doszukać także przebojowego hard rocka w stylu grupy Aerosmith, oraz melodyjnego post grungeowego brzmienia. W balladzie „Good Times Gone” można się doszukać elementów południowego country rocka z gościnnym udziałem Iana Thornleya. Zespół wciąż zachowuje melodyjne mocne gitarowe riffy, przeplatane solówkami i łagodniejszymi refrenami. Na płycie widać jest większy wpływ muzyki post grunge oraz metalu alternatywnego. Cechy charakterystyczne utworów zawartych na płycie to zwrotka-refren oraz kontrast między cichymi i spokojnymi zwrotkami a głośnym, dynamicznym powtarzającym się refrenem. Niektórzy recenzenci porównują siłę „Silver Side Up” z energią, którą zachwycała przed laty „Appetite for Destruction” grupy Guns N’ Roses.

## Wydanie, promocja, trasa koncertowa
Premiera albumu przypadała na 11 września 2001 roku. Niecałe dwa tygodnie później płyta ukazała się w Wielkiej Brytanii. Album był pilotowany przez singel „How You Remind Me”. Zespół niemalże z miejsca ruszał w wielką trasę koncertową, grając po raz pierwszy koncerty w Europie, oraz Japonii. Koncerty w Stanach Zjednoczonych otwierał solowy zespół Jerry’ego Cantrella z Alice in Chains, który występował z grupą gościnnie na koncercie w Rexall Place w Edmonton w utworze „It Ain’t Like That”. Występ ten został uwieczniony na pierwszym koncertowym DVD zespołu, zatytułowanym „Live at Home”. Łącznie zespół w ciągu dwóch lat intensywnego koncertowania zagrał 245 koncertów w Stanach, Europie oraz Azji. Była to pierwsza tak wielka trasa koncertowa w dorobku zespołu, który do momentu wydania „Silver Side Up” koncertował jedynie w ojczystej Kanadzie. Trasa oficjalnie została podzielona na 9 etapów. Pierwszy etap rozpoczął się 16 stycznia koncertem w Victorii i liczył łącznie 17 koncertów (16 w Kanadzie i 1 w Stanach). Zakończył się 6 lutego w Montrealu. Drugi etap trasy rozpoczął się koncertem 12 lutego w Londynie i obejmował 23 koncerty w Europie. Zakończył się w Monachium 18 marca. Trzeci etap obejmował koncerty wyłącznie w Stanach Zjednoczonych. Rozpoczął się koncertem w Roseville 4 kwietnia, i zakończył 18 maja w Salem. Liczył łącznie 26 koncertów. Czwarty etap (najkrótszy tej trasy) rozpoczął się 24 maja i obejmował dwa koncerty w Japonii. Zakończył 25 maja. Piąty etap (najdłuższy tej trasy) liczył w sumie 38 koncertów. Rozpoczął się 28 maja koncertem w San Francisco a zakończył 27 lipca w Latrobe. Szósty etap trasy rozpoczął się w Europie, koncertem w niemieckim Weeze 16 sierpnia, a zakończył 31 sierpnia w Konstancji. Liczył łącznie 8 koncertów. Siódmy etap objął koncerty w Stanach. Zaczął się w Blackfoot 5 września, a zakończył 29 września w San Francisco. Liczył w sumie 14 koncertów. Przedostatni, ósmy etap trasy objął Australię oraz Kanadę. Zaczął się koncertem w Brisbane 5 października, a zakończył 25 października w Vancouver. W sumie liczył 5 koncertów. Ostatni, dziewiąty etap trasy odbył się w Europie. Zaczął się 20 listopada od koncertu w Hamburgu, a zakończył 4 grudnia koncertem w Dublinie w Irlandii. Łącznie liczył 11 koncertów.

## Sukces
Płyta okazała się ogromnym sukcesem w dorobku grupy. Pilotowy singel „How You Remind Me”, dotarł do 1. miejsca na liście Billboard Hot 100, oraz osiągnął najwyższe lokaty na listach w wielu krajach świata, m.in. w Stanach, Kanadzie, Austrii, Danii, Irlandii oraz Polsce. Był także najczęściej granym utworem rockowym w stacjach radiowych całego świata w roku 2002. Singel z utworem otrzymał status podwójnej platyny w Australii, oraz status złotej w Belgii, Austrii, Niemczech, Szwajcarii, Wielkiej Brytanii oraz w Stanach Zjednoczonych. Sam album osiągnął 1 miejsca na listach w Kanadzie, Austrii, Irlandii oraz Nowej Zelandii. Dotarł także do 2 miejsca na liście Billboard 200. Płyta uzyskała status ośmiokrotnej platyny w Kanadzie za sprzedaż 800 tys. kopii, platyny w Australii, Austrii oraz Holandii. Płyta uzyskała także status 3x platyny w Wielkiej Brytanii oraz sześciokrotnej platyny platyną w Stanach Zjednoczonych, przyznaną grupie przez RIAA w kwietniu 2005 roku. Do 27 maja 2006 roku, album sprzedał się w nakładzie przekraczającym 5 milionów egzemplarzy na całym świecie, a do dziś łączny nakład sprzedaży płyty wynosi ponad 10 milionów kopii na całym świecie. Wraz z albumem „All the Right Reasons”, pozostaje najlepiej sprzedającym się albumem w historii grupy. 28 lutego 2009 roku zanotowano sprzedaż 5 398 200 kopii albumu w Stanach Zjednoczonych, a 13 czerwca 2009 roku, liczba ta wynosiła już 5 421 137 kopii.

## Reedycja
11 sierpnia 2005 roku, wytwórnia Roadrunner Records wydała reedycję albumu „Silver Side Up”, wzbogaconą dodatkowo o płytę DVD z zapisem koncertu „Live at Home”, który ukazał się na rynku 29 października 2002 roku. Wydawnictwo ukazało się ogólnoświatowo 11 sierpnia 2005 roku. Dodatkowo na płycie znalazły się materiały multimedialne oraz teledyski zespołu. Dźwięk koncertu został nagrany w formacie 5.1 Surround Sound. Na płycie w formie bonusu znalazł się także utwór „Hero”, nagrany przez Kroegera w duecie z Joseyem Scottem.

## Recenzje
Miesięcznik Teraz Rock zauważa, że „ich bardziej awangardowe oblicze słychać w „Hollywood”. Chad Kroeger zbliża się tu wokalnie do Maynarda Wielkiego, takowo zwichrowany jest też rytm kompozycji. Po drugiej stronie czekają nawiązania do rzeczy starszych. Za zespół wszech czasów Kanadyjczycy uważają Creedence Clearwater Revival i w tym kontekście nie powinna dziwić absolutnie stylowa riffownia „Where Do I Hide” czy zagrywki z epoki zdobiące balladę „Good Times Gone”. Z kolei tam gdzie ruszają szybciej, motoryczne, jak na przykład w otwierającym album „Never Again”, odzywa się stary dobry The Cult.”.
Portal Rockmetal.pl: „Jako muzyka do słuchania album prezentuje się słabiutko. Wokalista śpiewa tak samo jak dziesiątki jemu podobnych, zespół chętnie korzysta z najnowszych przepisów na piosenkę, które robią za oceanem furorę. Ani harmonią, ani rytmiką ta płyta nie zaskakuje nawet na moment, a wszelkie próby kontemplacji kończą się szybko znalezieniem sobie ciekawszego zajęcia. Średnio na utwór przypadają dwa, trzy riffy – łatwo wpadające w ucho i łatwo z niego wypadające, struktura każdego kawałka jest przewidywalna jak wyniki wyborów na Białorusi...jedyne, co może przykuć na chwilę uwagę, to drobne brzmieniowe ciekawostki, jak sympatyczne pogłosy w „Hollywood”, czy partie grane slidem przez gościnnie występującego gitarzystę na „Good Times Gone”.”
Portal Nuta.pl: „Jest bardzo melodyjnie, ale i z wyraźnymi odwołaniami do grup z zachodniego wybrzeża USA ostatniej dekady – grupa zatroszczyła się bowiem o odpowiednią liczbę przesterów i nadała brzmieniu nieco chropowatości. Charakterystyczne zawodzenie gitar słychać np. w „Woke Up This Morning” (czy wstawki perkusyjne mają się kojarzyć ze „Spoonmanem” – ?!). Oczywiście, to żadna wielka nowość – jest już „parę” zespołów, które grają dokładnie w tym stylu (np. Creed) i mają podobne inspiracje...”

## Twórcy
Nickelback
- Chad Kroeger – śpiew, gitara rytmiczna, produkcja
- Ryan Peake – gitara prowadząca, wokal wspierający
- Mike Kroeger – gitara basowa
- Ryan Vikedal – perkusja

Muzycy sesyjni
- Ian Thornley – gitara solowa w utworze „Good Times Gone”

Produkcja
- Nagrywany: Kwiecień – Czerwiec 2001 w Studio Green House w Vancouver, oraz w Burnaby, Kolumbia Brytyjska, oraz w London Bridge Studio, Seattle, Waszyngton
- Producent muzyczny: Chad Kroeger, Rick Parashar
- Realizator nagrań: Rick Parashar
- Miks płyty: Randy Staub w „Armoury Studios” Vancouver
- mastering: George Marino w „Sterling Sound”
- Inżynier dźwięku: Joe Moi
- Asystent inżyniera dźwięku: Pat Sharman
- Obróbka cyfrowa: Geoff Ott
- Aranżacja: Chad Kroeger, Ryan Peake, Mike Kroeger, Ryan Vikedal
- Zdjęcia: Daniel Moss
- Manager: Bryan Coleman
- Koordynator produkcji: Kevin Zaruk
- Pro Tools operator: Alex Aligazakis
- Teksty piosenek: Chad Kroeger
- Wytwórnia: Roadrunner Records
- Pomysł okładki: Nickelback

## Lista utworów
| Nr  |  | Tytuł                  | Tekst        | Muzyka                 | Długość |
| --- |  | ---------------------- | ------------ | ---------------------- | ------- |
| 1.  |  | „Never Again”          | Chad Kroeger | Nickelback             | 4:22    |
| 2.  |  | „How You Remind Me”    | Chad Kroeger | Nickelback             | 3:43    |
| 3.  |  | „Woke Up This Morning” | Chad Kroeger | Nickelback             | 3:52    |
| 4.  |  | „Too Bad”              | Chad Kroeger | Nickelback             | 3:54    |
| 5.  |  | „Just For”             | Chad Kroeger | Nickelback / B.Kroeger | 4:03    |
| 6.  |  | „Hollywood”            | Chad Kroeger | Nickelback             | 3:04    |
| 7.  |  | „Money Bought”         | Chad Kroeger | Nickelback             | 3:24    |
| 8.  |  | „Where Do I Hide”      | Chad Kroeger | Nickelback             | 3:40    |
| 9.  |  | „Hangnail”             | Chad Kroeger | Nickelback             | 3:54    |
| 10. |  | „Good Times Gone”      | Chad Kroeger | Nickelback             | 5:20    |
|     |  |                        |              |                        |         |

### Limit Editon Bonus Track
| Nr  |  | Tytuł  | Tekst        | Muzyka                            | Długość |
| --- |  | ------ | ------------ | --------------------------------- | ------- |
| 11. |  | „Hero” | Chad Kroeger | Ch.Kroeger / J.Scott / T.Connolly | 3:21    |
|     |  |        |              |                                   |         |

### Japan Edition Bonus Track
| Nr  |  | Tytuł                | Tekst        | Muzyka     | Długość |
| --- |  | -------------------- | ------------ | ---------- | ------- |
| 12. |  | „Learn the Hard Way” | Chad Kroeger | Nickelback | 2:54    |
|     |  |                      |              |            |         |

### Utwory nagrane podczas sesji
- „Yanking Out My Heart” – utwór nagrany podczas sesji do albumu „Silver Side Up” w roku 2001. W 2002 roku znalazł się w formie bonusu na płycie kompilacyjnej „Three Sided Coin” wydanej w Japonii. W tym samym roku został również użyty na soundtracku do filmu „Król Skorpion”. Poza tym trafił na strony B singli „How You Remind Me”, oraz „Too Bad”.

- „Learn the Hard Way” – utwór nagrany podczas sesji do albumu „Silver Side Up” w roku 2001. W roku 2002 znalazł się na stronie B singla „Too Bad”. W tym samym roku trafił także na ścieżkę dźwiękową do filmu „Daredevil”. Znalazł się na albumie formie bonusu w japońskiej wersji płyty.

## Ciekawostki
- Nazwa albumu „Silver Side Up” wzięła się od pierścionka kupionego przez wokalistę Chada Kroegera
- Niektóre utwory z płyty („Money Bought”, „Where Do I Hide”, „Hangnail”) był grane przez zespół podczas trasy promującej album „The State” z roku 1998
- Pochodzący z płyty utwór „How You Remind Me” był najczęściej granym utworem rockowym w stacjach radiowych na całym świecie w 2002 roku
- Album został nagrany w „Studio Green House” w Vancouver w przeciągu 5 tygodni
- Na płycie gościnnie wystąpił Ian Thornley w utworze „Good Times Gone”
- Album został wydany w dniu zamachu terrorystycznego na World Trade Center i Pentagon
- Na limitowanej edycji albumu znalazł się w formie bonusu utwór „Hero”, nagrany przez Kroegera w duecie z Joseyem Scottem
- Album został zamieszczony na 26 miejscu w zestawieniu brytyjskiego magazynu Q w kategorii: „Q magazine Recordings Of The Year”[17]

## Nagrody i nominacje[35]

### Album
Juno Awards
| Rok  | Nominowane dzieło | Kategoria              | Rezultat |
| ---- | ----------------- | ---------------------- | -------- |
| 2002 | „Silver Side Up”  | Rock Album of The Year | Wygrana  |

Doobie Awards
| Rok  | Nominowane dzieło | Kategoria       | Rezultat |
| ---- | ----------------- | --------------- | -------- |
| 2002 | „Silver Side Up”  | Best Rock Album | Wygrana  |

Canadian Music Awards – Fan Choice
| Rok  | Nominowane dzieło | Kategoria             | Rezultat |
| ---- | ----------------- | --------------------- | -------- |
| 2002 | „Silver Side Up”  | Choice Canadian Album | Wygrana  |

Doobie Awards
| Rok  | Nominowane dzieło | Kategoria                          | Rezultat |
| ---- | ----------------- | ---------------------------------- | -------- |
| 2002 | „Silver Side Up”  | Best Rock Album – Established Band | Wygrana  |

Georgia Straight Music Awards
| Rok  | Nominowane dzieło | Kategoria             | Rezultat |
| ---- | ----------------- | --------------------- | -------- |
| 2002 | „Silver Side Up”  | Favourite Canadian CD | Wygrana  |

Canadian Music Awards – Fan Choice
| Rok  | Nominowane dzieło | Kategoria             | Rezultat |
| ---- | ----------------- | --------------------- | -------- |
| 2002 | „Silver Side Up”  | Choice Canadian Album | Wygrana  |

### Single
Billboard Awards
| Rok  | Nominowane dzieło   | Kategoria                               | Rezultat |
| ---- | ------------------- | --------------------------------------- | -------- |
| 2002 | „How You Remind Me” | Hot 100 Single of The Year              | Wygrana  |
| 2002 | „How You Remind Me” | Hot 100 Airplay Single of The Year      | Wygrana  |
| 2002 | „How You Remind Me” | Top 40 Track of The Year                | Wygrana  |
| 2002 | „How You Remind Me” | Hot 100 Single of The Year By Duo/Group | Wygrana  |

Juno Awards
| Rok  | Nominowane dzieło   | Kategoria                                  | Rezultat |
| ---- | ------------------- | ------------------------------------------ | -------- |
| 2002 | „How You Remind Me” | Best Single                                | Wygrana  |
| 2002 | „How You Remind Me” | Best Recording Enginer – How You Remind Me | Wygrana  |

MuchMusic Video Awards
| Rok  | Nominowane dzieło   | Kategoria                | Rezultat |
| ---- | ------------------- | ------------------------ | -------- |
| 2002 | „Too Bad”           | Best Video               | Wygrana  |
| 2002 | „Too Bad”           | MuchLoud Best Rock Video | Wygrana  |
| 2002 | „How You Remind Me” | Best Rock Video          | Wygrana  |

MTV Video Music Awards
| Rok  | Nominowane dzieło   | Kategoria                          | Rezultat |
| ---- | ------------------- | ---------------------------------- | -------- |
| 2002 | „Hero”              | Best Video For a Film              | Wygrana  |
| 2002 | „How You Remind Me” | International Viewers Choice Award | Wygrana  |

MTV Europe Music Awards
| Rok  | Nominowane dzieło   | Kategoria   | Rezultat  |
| ---- | ------------------- | ----------- | --------- |
| 2002 | „How You Remind Me” | Best Single | Nominacja |

Kerrang Awards
| Rok  | Nominowane dzieło   | Kategoria   | Rezultat  |
| ---- | ------------------- | ----------- | --------- |
| 2002 | „How You Remind Me” | Best Single | Nominacja |

Grammy Awards
| Rok  | Nominowane dzieło   | Kategoria          | Rezultat  |
| ---- | ------------------- | ------------------ | --------- |
| 2002 | „How You Remind Me” | Best Rock Song     | Nominacja |
| 2003 | „How You Remind Me” | Record of The Year | Nominacja |

Canadian Music Awards – Fan Choice
| Rok  | Nominowane dzieło   | Kategoria   | Rezultat |
| ---- | ------------------- | ----------- | -------- |
| 2002 | „How You Remind Me” | Choice Song | Wygrana  |

### Grupa
Juno Awards
| Rok  | Nominowane dzieło | Kategoria      | Rezultat |
| ---- | ----------------- | -------------- | -------- |
| 2002 | Nickelback        | Best New Group | Wygrana  |

Canadian Music Awards – Fan Choice
| Rok  | Nominowane dzieło | Kategoria             | Rezultat |
| ---- | ----------------- | --------------------- | -------- |
| 2002 | Nickelback        | Choice Canadian Group | Wygrana  |

Kerrang Awards
| Rok  | Nominowane dzieło | Kategoria              | Rezultat  |
| ---- | ----------------- | ---------------------- | --------- |
| 2002 | Nickelback        | Best Band In The World | Nominacja |

Doobie Awards
| Rok  | Nominowane dzieło | Kategoria        | Rezultat |
| ---- | ----------------- | ---------------- | -------- |
| 2002 | Nickelback        | Band of The Year | Wygrana  |

## Pozycje
| Lista (2001/2002)        | Najwyższa pozycja | Źródło |
| ------------------------ | ----------------- | ------ |
| Canadian Albums Chart    | 1                 | [ 10 ] |
| Australian Albums Chart  | 5                 | [ 36 ] |
| Austrian Albums Chart    | 1                 | [ 37 ] |
| Belgium Albums Chart     | 2                 | [ 38 ] |
| Danish Albums Chart      | 4                 | [ 39 ] |
| Dutch Albums Chart       | 15                | [ 40 ] |
| Finnish Albums Chart     | 8                 | [ 41 ] |
| French Albums Chart      | 15                | [ 42 ] |
| Irish Albums Chart       | 1                 | [ 11 ] |
| Italian Albums Chart     | 10                | [ 43 ] |
| Norwegian Albums Chart   | 13                | [ 44 ] |
| New Zealand Albums Chart | 1                 | [ 12 ] |
| Swedish Albums Chart     | 2                 | [ 45 ] |
| Swiss Albums Chart       | 4                 | [ 46 ] |
| UK Albums Chart          | 1                 | [ 13 ] |
| US Billboard 200         | 2                 | [ 10 ] |

| Kraj              | Certyfikacja | Źródło |
| ----------------- | ------------ | ------ |
| Kanada            | 8× Platyna   | [ 14 ] |
| Stany Zjednoczone | 6× Platyna   | [ 15 ] |
| Wielka Brytania   | 3× Platyna   | [ 47 ] |
| Nowa Zelandia     | 3× Platyna   |        |
| Australia         | 2× Platyna   | [ 48 ] |
| Austria           | Platyna      | [ 30 ] |
| Holandia          | Platyna      | [ 31 ] |
| Niemcy            | Platyna      |        |
| Szwajcaria        | Platyna      |        |
| Irlandia          | Platyna      |        |
| Południowa Afryka | Platyna      |        |
| Francja           | Złoto        |        |
| Belgia            | Złoto        |        |
| Dania             | Złoto        |        |
| Włochy            | Złoto        |        |
| Portugalia        | Złoto        |        |
| Szwecja           | Złoto        |        |

## Wydania albumu

### Płyta kompaktowa
| Kontynent         | Wydawca        | Data wydania     | Wersja |
| ----------------- | -------------- | ---------------- | ------ |
| Stany Zjednoczone | EMI            | 11 września 2001 | CD     |
| Kanada            | EMI            | 11 września 2001 | CD     |
| Wielka Brytania   | Roadrunner     | 24 września 2001 | CD     |
| Europa            | Roadrunner     | Październik 2001 | CD     |
| Świat (Redycja)   | Roadrunner/EMI | 11 sierpnia 2005 | CD/DVD |